# Daizee Haze
Daizee Haze (Cape Girardeau, 11 maggio 1983) è una wrestler statunitense.
Oltre a lottare, è anche il capo trainer della SHIMMER Women Athletes.

## Carriera

### Gateway Championship Wrestling
Daizee è stata allenata da Kid Kash e Delirious. Daizee onora i propri mentori, specialmente Delirious, nel ring imitando alcuni dei loro comportamenti, in particolare i discorsi incoerenti di Delirious ed eseguendo alcune delle loro mosse tipiche. Nel marzo 2002 ha fatto il suo debutto nel wrestling professionistico per la Gateway Championship Wrestling che era situata fuori il Missouri, usando la gimmick di una hippie datata. La Gimmick era un tributo a suo padre, che era un hippie, ed è morto quando lei aveva quindi anni, e il nome da ring è il prodotto dell'immaginazione di sua sorella, dopo che aveva desiderato di cambiare il suo nome legalmente in Daisy Hayes per il cantante dei Savage Garden Darren Hayes. Intorno allo stesso periodo MsChif ha iniziato a lavorare per la stessa promotion e le due hanno iniziato a lavorare insieme nel ring. Daizee ha anche iniziato a lavorare per la IWA Mid-South come la manager di Matt Sydal, e ha poi iniziato anche a lottare nella divisione femminile.

### Independent Wrestling Association Mid-South
Daizee ha fatto il suo debutto per la IWA Mid-South nel 2004, come la manager di Matt Sydal, ma ha subito iniziato a lottare nella neo creata women's division. Il suo primo match è stato contro Allison Danger all'evento Put Up or Shut Up. Nel maggio 2004 l'NWA Midwest Women's Championship fu introdotto, e fu stabilito un torneo per lo show Volcano Girls per determinare la prima campionessa. Daizee ha sconfitto Sumie Sakai nel promo round e Rain nel secondo, ma ha perso la finale a tre quando Lacey ha sconfitto lei e Mercedes Martinez.
L'NWA Midwest Women's Championship e l'IWA Mid-South Women's Championship furono uniti nel primo 2005, e Daizee ha vinto il titolo da Ariel in un Six-Pack Challanage all'evento Givin Em Da Bizness il 12 febbraio 2005. Dopo tre mesi, comunque, Daizee ha perso la cintura contro MsChif il 7 maggio. Daizee ha continuato a fare sporiadiche apparizioni per la IWA Mid-South, ad un certo punto copiando lo stile d'abbigliamento di Delirious e facendosi chiamare Shelirious in un match contro Mickie Knuckles il 9 luglio 2005. Il 2 maggio 2008 Daizee ha catturato il titolo per la seconda volta dopo aver sconfitto la campionessa in carica Mickie Knuckles e Sara Del Rey in un Three-Way Match. Daizee ha poi lottato nel torneo Volcano Girls 2 ma è stata eliminata nelle semi-finali da Mickie Knuckles. La vincitrice del torneo, Rachel Summerlyn, ottenne una title shot contro Daizee al King of the Deathmatches. Rachel non vince la cintura e alla fine del 2008 il titolo fu deattivato.

### Ring of Honor
Intorno allo stesso periodo in cui lei aveva debuttato nella IWA Mid-South, Daizee e Matt Sydal hanno debuttato nella Ring of Honor (ROH) nel primo 2004. In quel periodo il wrestling femminile non era una pratica comune per la promotion ma Daizee inizio un feud in-ring con Allison Danger che così si allontanava un po' dalla Prophecy. Subito dopo Daizee divenne un membro della Generation Next quando Matt Sydal si unì a quella fazione. Nel novembre 2005 all'evento ROH Vendetta lei ha fatto da manager ai Generation Next e ad A.J. Styles (che rimpiazzava Roderick Strong) in un Eight-Man War contro l'Embassy. Daizee fu raggiunta da Jade Chun che aveva smesso di essere sotto l'influsso degli abusi mentali da parte dell'Embassy da quando era diventata, in kayfabe, la fidanzata di Roderick Strong. Durante l'eight man war Prince Nana, dell'Embassy, ha portato Daizee nel ring per i capelli. Austin Aries e Matt Sydal l'hanno salvata solo per essere fregati da Daizee che ha turnato heel colpendo entrambi gli uomini con un low blow effettuando poi un Mind Trip su Jade Chung prima di mettersi con Prince Nana. È rimasta con la stable fino a quando non si è sciolta nel settembre 2006, dopo il quale è tornata face e si è alleata con B.J. Whitmer e Colt Cabana nella loro guerra contro Lacey, Jimmy Jacobs e Brent Albright.

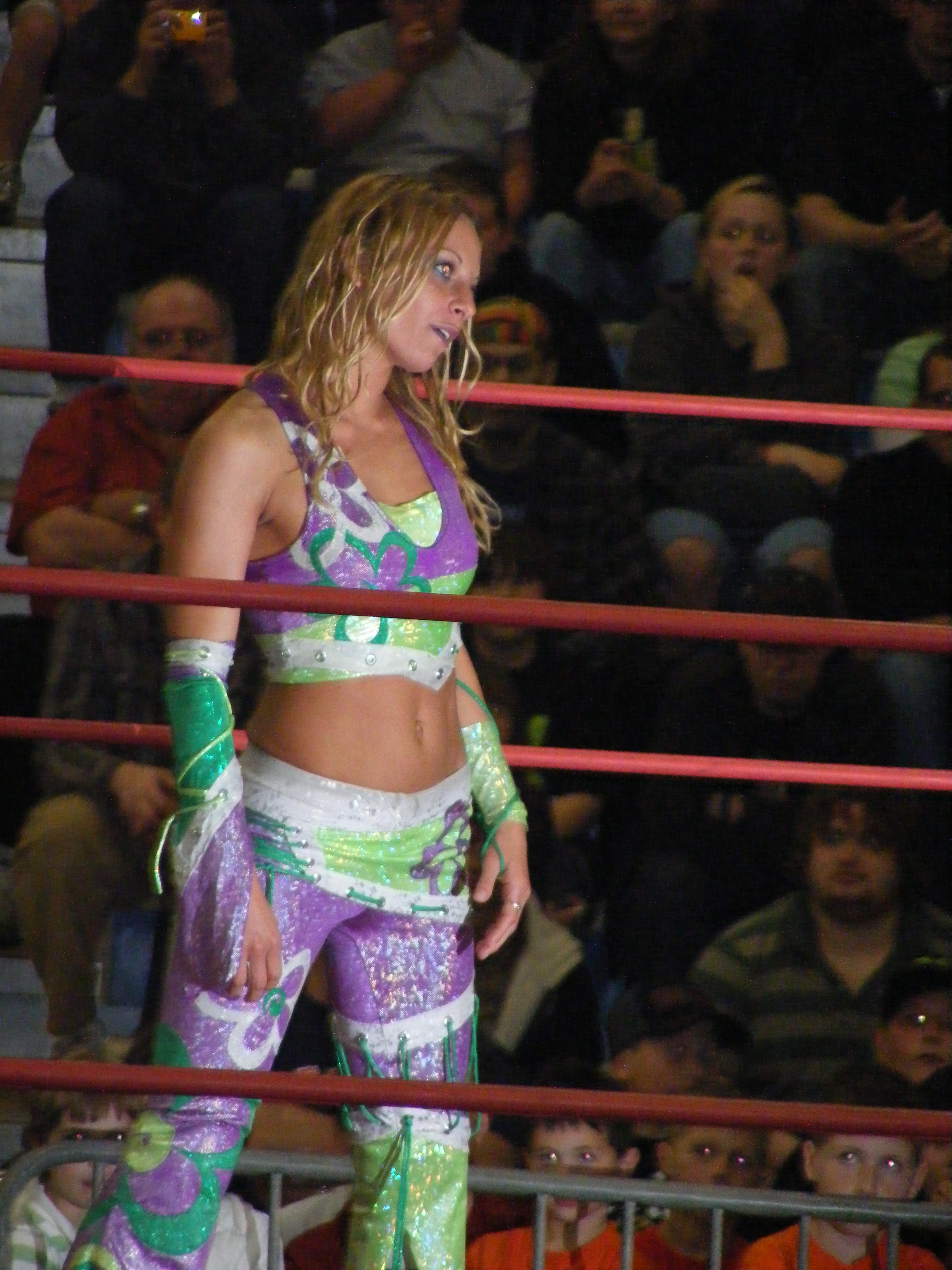
Haze in un ring nel 2008.

Fuori dalla promotion Daizee aveva un feud con Lacey che è stato trasportato fino alla Ring of Honor. Allo show Dedicated nel gennaio 2007, Daizee ha fatto coppia con Whitmer e Cabana in un six-person tag team match contro Lacey, Jacobs e Albright. Jacobs, Lacey e Albright vinsero il match dopo che Jimmy Jacobs scaravento Daizee su un tavolo. Il feud continuò per utto il corso del Fifth Year Festival della Ring of Honor. In un rematch da Dedicated, con l'eccezione di Adam Pearce che rimpiazzava Albright, Daizee e il suo team vinsero uno street fight. Sei giorni dopo, comunque, Daizee fu sconfitta in un singles match da Lacey dopo che Jacobs intervenne nel match.
Nell'estate del 2007 Daizee ha iniziato un feud con Sara Del Rey che era la regnante SHIMMER Champion. Le due hanno lottato in diverse occasioni, solitamente senza il titolo in palio. Il primo match per il titolo di Daizee è arrivato nel 2008 all'evento Ring of Honor 6th Anniversary Show, dove Sara ha mantenuto la cintura. Il feud con la Del Rey si è esteso fino ad includere la Sweet and Sour, Inc, la fazione per la quale Sara era un membro, e come risultato, Delirious sopraggiunse ad aiutare Daizee. La rivalità di Lacey, che era diventata parte della Age of the Fall, si riaccese. Delirious iniziò a mostrare sentimenti romantici verso Daizee, ma lei lo rigettò, portando Rhett Titus a dire che lui aveva dormito con Daizee, cosa che lei negò. Dopo aver mostrato scene di Daizee e Rhett insieme, comunque, Delirious si unì alla Age of the Fall, nonostante la lasciò quasi subito dopo che Jimmy provò a colpire Daizee con uno spuntone, quindi Delirious turnò sui suoi compagni di stable e salvò Daizee.
Nel 2009 la ROH firmò un contratto televisivo con la HDNet per uno show di wrestling settimanale chiamato Ring of Honor Wrestling, che sarebbe iniziato il 21 marzo 2009. Daizee ha lottato nel secondo show, che è andato in onda il 28 marzo, dove ha perso contro Sara dopo un Royal Butterfly. Nel quarto show, che è andato in onda l'11 aprile, ha fatto coppia con Nevaeh sconfiggendo Sara Del Rey e Sassy Stephie. Nell'ottavo episodio, che è andato in onda il 9 maggio, Daizee ha fatto coppia con Delirious lottando contro la SHIMMER Champion MsChif e il tag team partner Jimmy Jacobs in un match dove Daizee ha schienato la SHIMMER Champion con un Mind Trip. Nell'11º episodio, che è andato in onda il 30 maggio, ha lottato in un 3-Way Match contro l'ex SHIMMER Champion Sara Del Rey e l'attuale SHIMMER Champion MsChif; il match fu vinto da MsChif che schienò Daizee con un Desecrator. Nell'episodio dell'11 luglio ha fatto coppia con Nevaeh perdendo contro il team di Sara Del Rey e MsChif.

### SHIMMER Women Athletes

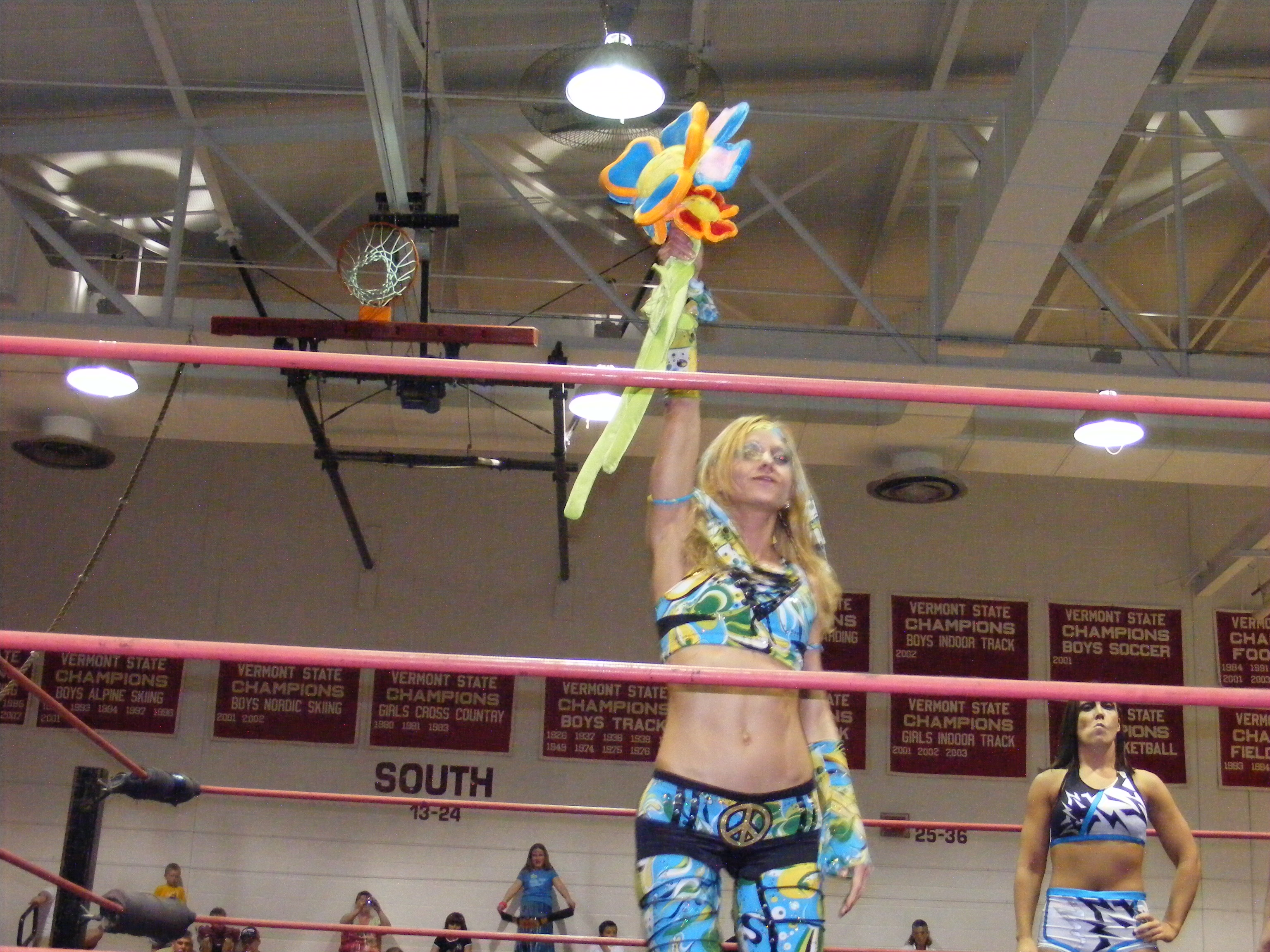
Daizee con i suoi tipici fiori di plastica.

Daizee Haze lotta regolarmente per la promotion sorella della Ring of Honor, la SHIMMER Women Athletes, una promotion di wrestling tutta al femminile con sede fuori Chicago. Daizee è stata nel Main Event per tutti e quattro i primi show, che sono pubblicati in DVD come Volumi. Nel Volume 1, il 5 novembre 2005, Daizee ha sconfitto Lacey con il Mind Trip in un match di 25-minuti. Nel Volume 2 Sara ha schienato Daizee con il Royal Butterfly vincendo un Four-Way Elimination Main Event che ha visto partecipare anche Lacey e Mercedes Martinez. Daizee ha perso contro Sara Del Rey un'altra volta nel Volume 3, e nel Volume 4 ha sconfitto Rebecca Knox.
Il primo feud effettivo in SHIMMER per Daizee Haze è stato contro la Knox, che, arrabbiata per la sua sconfitta nel Volume 4, la sfidò ad un two out of three falls match che si tenne nel Volume 5, che vide Daizee uscirne sconfitta, due falls ad uno. Nel Volume 6, comunque, Daizee ha ottenuto una vittoria su Nikita. Daizee e Rebecca si sarebbero dovute sfidare in un 60-minute Ironwoman Match nel Volume 7 il 22 ottobre 2006 ma l'idea fu abbandonata dopo che Rebecca ha subito un grave infortunio mentre lottava in Europa.
Invece di Rebecca Daizee ha lottato con Cheerleader Melissa nel Main Event dove Melissa ne è uscita vincitrice. Nel Volume 8 Daizee ha ottenuto nuovo momentum sconfiggendo Tiana Ringer, e nel Volume 9 ha continuato la sua winning streak sconfiggendo anche Amber O'Neal, anche se ha poi perso nel Volume 10 contro Awesome Kong.
In un torneo di due giorni, registrato l'1 e il 2 giugno 2007, fu stabilita la prima SHIMMER Champion nel corso dei Volumi 11 e 12. Daizee è arrivata in semi-finale sconfiggendo Portia Perez e Malia Hosaka di seguito, ma perdendo contro Lacey. Nel Volume 13, registrato sempre il 2 giugno, Daizee ha avuto il suo primo match con Sarah Stock, che eventualmente ha perso. Nel Volume 14 Daizee Haze e MsChif hanno avuto il loro primo match contro per la SHIMMER nel quale Daizee è riuscita a vincere. Daizee ha lottato Sarah Stock in un Number One Contender's Match nel Volume 15, ma ha perso dopo essere stata schienata con un Victory Roll. Nell'ultimo Volume del 2007, il Volume 16, registrato il 15 ottobre, Daizee ha unito le forze con MsChif e Eden Black nel fronteggiare le International Home Wrecking Crew, e cioè Jetta, Lacey e Rain. Daizee ha schienato Jetta ottenendo la vittoria per il suo team.
Daizee ha sconfitto Cindy Rogers nel Volume 17 e Jetta nel Volume 18, entrambi registrati il 26 aprile 2008. A causa di un infortunio alla schiena Daizee non ha lottato nel Volume 19 e 20, ma fu intervistata da Rebecca Bayless nel Volume 19.
L'8 settembre 2008 Daizee è stata nominata trainer del primo corso della SHIMMER Wrestling School che è iniziato il 27 ottobre 2008. Daizee ha fatto il suo ritorno sul quadrato il 19 ottobre 2008 nel Volume 21 dove è stata sconfitta dalla SHIMMER Champion MsChif in un title match. Nel Volume 22, registrato la stessa serata, ha sconfitto Miss Natural.
Il 2 maggio 2009, ai tapings del Volume 23 ha lottato contro Nicole Matthews finendo in un 20 minute time limit draw, il secondo dopo quello tra Mercedes Martinez e Sara Del Rey lottato nel Volume 1. Nel Volume 24, registrato quella stessa notte, Daizee ha sconfitto Nicole Matthews in un "No Time Limit" con un Mind Trip. La sera successiva, nel Volume 25, Daizee ha fatto coppia con Allison Danger sconfiggendo Nicole Matthews e Portia Perez in un Tag Team Match e nel Volume 26 ha sconfitto la sua studentessa e prima diplomata della SHIMMER Wrestling School Rayna Von Tash in un Singles Match.
L'8 novembre 2009, ai tapings del Volume 27 e 28, a causa di un infortunio, Daizee ha assunto il ruolo di arbitro nei match tra Cat Power e Ariel, Amazing Kong e LuFisto e Nicole Matthews e Allison Danger.

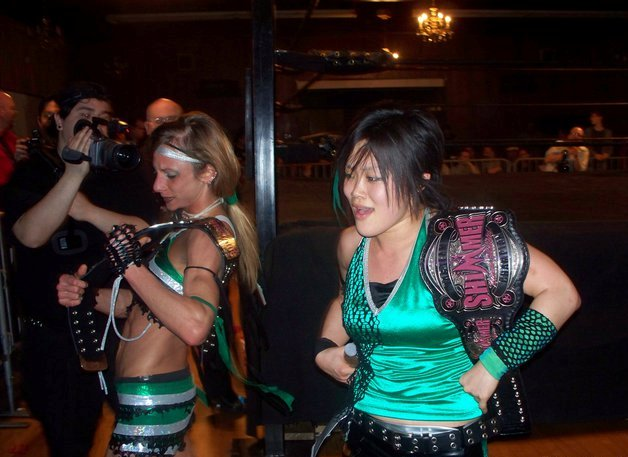
Daizee e Tomoka dopo aver vinto gli Shimmer Tag Team Championship.

Daizee è ritornata a lottare il 10 aprile ai tapings del Volume 29 e 30. Nel Volume 29 è stata sconfitta da Misaki Ohata e ha poi turanto heel attaccandola. Nel Volume 30 Daizee e Tomoka Nakagawa hanno sconfitto Misaki Ohata e Jamilia Craft, un'altra delle studentesse di Daizee della SHIMMER Wrestling Academy, in un tag team match. Il giorno successivo, ai tapings del Volume 31 e 32, Daizee ha perso contro Ayako Hamada e ha sconfitto Ayumi Kurihara per countout in match singoli. L'11 settembre 2010, ai tapings del Volume 33 Daizee è stata sconfitta dalla Kurihara in un rematch. Più tardi quel giorno, in un match registrato per il Volume 34, Daizee ha sofferto una sconfitta a sorpresa contro Tenille. Il giorno successivo Daizee ha riformato il suo team con Tomoka Nakagawa quando le due hanno sconfitto le Pretty Bitchin' (Nikki Roxx e Ariel) in un match registrato per il Volume 35. Nel Volume 36 Daizee ha preso parte ad un 8-Woman Elimination Tag Team Match dove lei, Tomoka Nakagawa, Sara Del Rey e Madison Eagles sono state sconfitte da Ayako Hamada, Ayumi Kurihara, Cheerleader Melissa e Serena Deeb. Il 26 marzo 2011 Daizee è stata sconfitta da Serena Deeb neL Volume 37 e ha sconfitto Courtney Rush nel Volume 38, prima di riaffermare la sua alleanza con Tomoka Nakagawa il giorno successivo, ai tapings del Volume 40, dove lei e Tomoka hanno sconfitto le Seven Star Sisters (Hiroyo Matsumoto e Misaki Ohata) vincendo gli Shimmer Tag Team Championship.

### Circuito indipendente

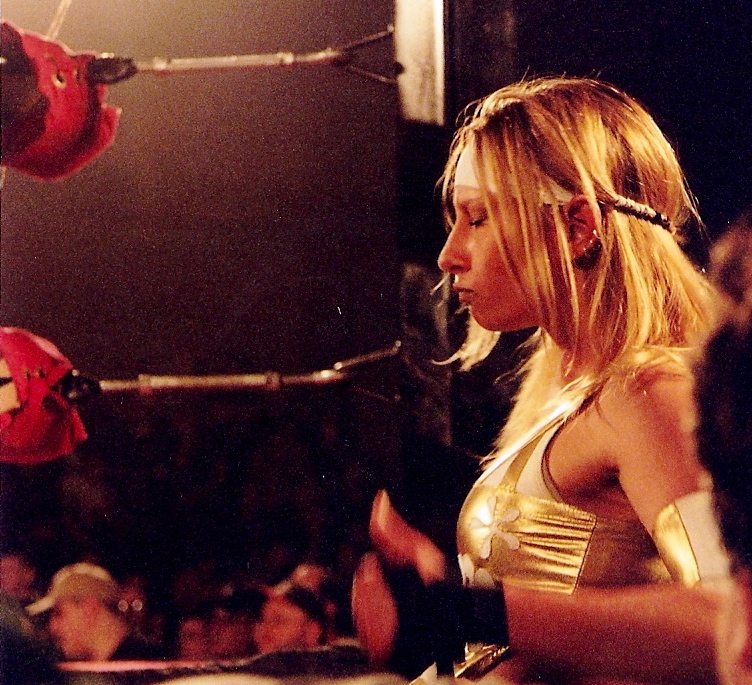
Daizee ad un evento ROH del 2006.

Quando la Total Nonstop Action Wrestling (TNA) ancora faceva pay-per-view settimanali Daizee è stata bookata diverse volte. La prima volta è stato il 22 febbraio 2003, per lo show televisivo Xplosion dove ha lottato contro MsChif. Daizee ha continuato a fare apparizioni come valletta e occasionalmente tag team partner di matt Sydal. Il 2 luglio 2003, ad Xplosion, Daizee e Matt furono sconfitti in un Mixed Tag Team Match da Julio Dinero e Alexis Laree, e il 4 febbraio 2004, sempre ad Xplosion Daizee è stata sconfitta da Trinity in un singles match. Ha anche perso un match contro Nurse Veronica che ha visto Veronica umiliare Daizee mettendole un pannolino dopo essersi assicurata la vittoria.
Daizee ha partecipato a due tornei del ChickFight. Il primo è stato nel settembre 2006 nel ChickFight VI nel quale Daizee ha lottato con Cheerleader Melissa nel primo round. Le due hanno lottato per trentacinque minuti andando a finire in pareggio, avanzando così entrambe al secondo turno, dove hanno avuto un Three-Way Match che ha coinvolto anche Allison Danger. Daizee vinse il match e ha poi sconfitto KAORU nelle finali vincendo il ChickFight VI. L'anno successivo Daizee è stata nuovamente nel torneo e ha sconfitto Skye nel primo round prima di perdere contro Eden Black nelle semi-finali.
Il 1º maggio 2008, nell'episodio di TNA Impact! Daizee ha fatto il suo ritorno in TNA, usando una forma diversa di spelling per il suo nome, "Daisy Haze", perdendo contro Cheerleader Melissa. Daizee è stata inoltre intervistata da Jeremy Borash nell'edizione del 1 maggio 2008 di TNA Today.
Nel primo 2009 Daizee, sotto il ring name di Marley Sebastian, ha preso parte ai tapings del nuovo show tutto al femminile Wrestlicious, che andava in onda su MavTV e BiteTV a partire dal 1º marzo 2010. Il suo ring name fu poi ridotto semplicemente a Marley nel suo debutto nel quarto episodio il 24 marzo nel quale è stata sconfitta da Sierra Sheraton.
Il 21 giugno 2009 Daizee ha sconfitto Portia Perez, Jessica James e Sara Del Rey vincendo il primo torneo annuale della Anarchy Championship Wrestling American Joshi Queen of Queens.
Daizee è apparsa nel primo pay-per-view della Dragon Gate USA Enter the Dragon, che è stato registrato il 25 luglio 2009 e mandato in onda il 4 settembre, accompagnando BxB Hulk al quadrato.

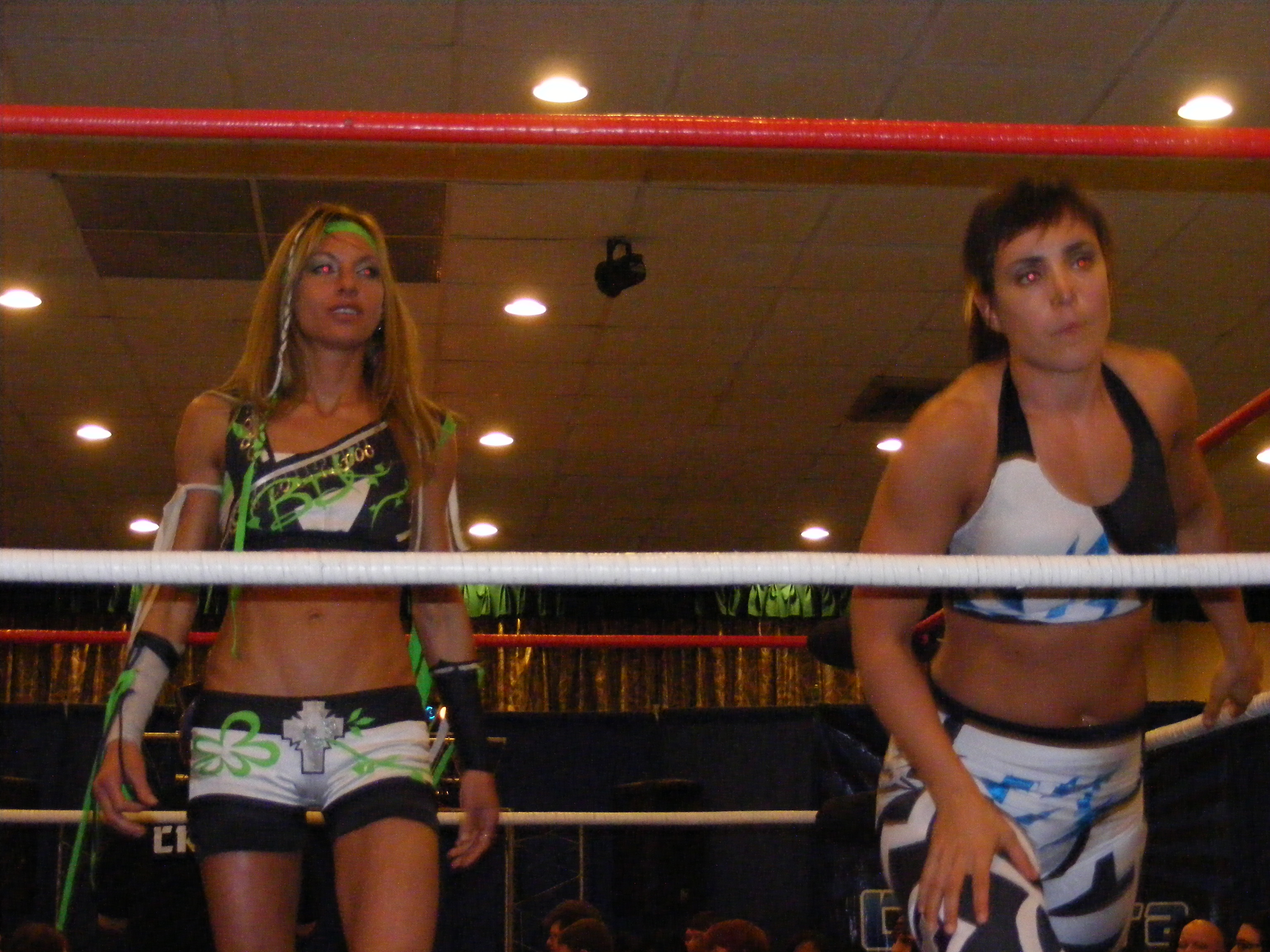
Haze e Sara Del Rey nell'Ottobre 2010.

Daizee ha lottato per la Chikara, una promotion con sede a Philadelphia, dal 2005, quasi sempre come heel. Nel novembre 2009 è stata inserita per la prima volta in un'importante storyline nella compagnia, quando si è alleata con Claudio Castagnoli, Ares, Pinkie Sanchez, Sara Del Rey, Tim Donst e Tursas formando la stable heel dei Bruderschaft des Kreuzes (BDK). Alla stable si aggiunsero poi anche Lince Dorado e Delirious. Mentre era nel BDK Daizee ha iniziato a fare coppia regolarmente con Sara Del Rey e insieme hanno ottenuto vittorie su team come gli Osirian Portal (Amasis e Ophidian), Los Ice Creams (El Hijo del Ice Cream e Ice Cream, Jr.), The Throwbacks (Dasher Hatfield e Sugar Dunkerton), Amazing Kong e Raisha Saeed, e Mike Quackenbush e Jigsaw. Il 18 settembre 2010 Daizee ha lottato nel primo match della leggenda del joshi giapponese Manami Toyota su suolo americano, perdendo. Il 23 ottobre Daizee ha rappresentato il BDK nel Torneo Cibernetico, dove han fronteggiato il team composto dai Chikara Originals. È stata eliminata dal match da Eddie Kingston. Il giorno successivo Daizee e Sara hanno sconfitto i Super Smash Bros. (Player Uno e Player Dos) in un tag team match ottenendo la loro terza vittoria e, come primo team tutto al femminile, il diritto di sfidare per i Chikara Campeonatos de Parejas (tag team championship), allora detenuti dai loro compagni di stable Ares e Claudio Castagnoli. Tuttavia Sara Del Rey e Daizee Haze non hanno mai incassato i loro punti in quanto Ares e Castagnoli le ordinarono di difenderli in un Four-Way Elimination Match il 21 novembre, dove sono state eliminate da Mike Quackenbush e Jigsaw perdendo quindi tutti i loro punti.

## Vita privata
Daizee sta studiando Scienze Motorie all'Università.

## Personaggio

### Mosse finali
- Bridging German suplex[54]
- Bridging tiger suplex[55][56] – 2010–present
- Cashed Out (Jawbreaker seguito da un Facebuster)[57][58]
- Daizee Cutter (Springboard stunner)[1]
- Mind Trip (Snapmare driver)[1][58]
- Tight Roller (Sleeper hold)[59] – 2006
- Yakuza kick ad un avversario seduto, in ginocchio o piegato[1]

### Wrestler assistiti
- Abyss[60]
- Alex Shelley[60]
- B.J. Whitmer[1]
- Briscoe Brothers[1]
- Colt Cabana[1]
- Claudio Castagnoli[61]
- Delirious[1][62]
- Jimmy Rave[1]
- Larry Sweeney[1]
- Matt Sydal[1][62]
- Rhett Titus[1]
- Sal Rinauro[63]

### Soprannomi
- "The Haze"[1]

### Musiche d'ingresso
- Sensi dei Long Beach Dub Allstars[64][65] (ROH / Chikara / IWA Mid-South / Shimmer)
- Touch Me (I Want Your Body) by Samantha Fox[64] (IWC)
- Drugs (Instrumental) di Lil' Kim[64] (ROH)
- Parade of the Charioteers di Miklós Rózsa[64] (ROH)
- Crow di Dale Oliver[66] (TNA)
- Engel dei Rammstein[67] (Chikara; usata come membro dei Bruderschaft des Kreuzes)
- Killer dei Pinchers (Shimmer)

### Wrestler allenati
- Jamilia Craft[29]
- Rayna Von Tash[68]

## Titoli e riconoscimenti
- All Pro Wrestling
  - APW Future Legend Championship (1)[69]
- Anarchy Championship Wrestling
  - American Joshi Queen of Queens (2009)[70]
- ChickFight
  - ChickFight VI[1]
- Independent Wrestling Association Mid-South
  - IWA Mid-South Women's Championship (2)[8]
- NWA Midwest
  - NWA Midwest Women's Championship (2)[71]
- Pro Wrestling Illustrated
  - 15ª tra le 50 migliori wrestler femminili nella PWI Female 50 (2008)[72]
- Shimmer Women Athletes
  - Shimmer Tag Team Championship (1) – con Tomoka Nakagawa[35]